# カステル・イヴァーノ
カステル・イヴァーノ（イタリア語: Castel Ivano）は、イタリア共和国トレンティーノ＝アルト・アディジェ州トレント自治県にある、人口約3,300人の基礎自治体（コムーネ）。
2016年1月1日にスペーラ、ストリーニョとヴィッラ・アニェードが合併して発足した。
2016年7月1日にイヴァーノ＝フラチェーナと合併した。

## 地理

### 位置・広がり

#### 隣接コムーネ
隣接するコムーネは以下の通り。括弧内のVIはヴィチェンツァ県所属を示す。
- アジアーゴ (VI)
- ビエーノ
- カステルヌオーヴォ
- オスペダレット
- ピエーヴェ・テジーノ
- サモーネ
- スクレッレ

## 行政

### 分離集落
カステル・イヴァーノには、以下の分離集落（フラツィオーネ）がある。
- Strigno (sede comunale), Spera, Ivano Fracena, Agnedo, Villa, Tomaselli